# Dolichoderus ghilianii
Dolichoderus ghilianii är en myrart som beskrevs av Carlo Emery 1894. Dolichoderus ghilianii ingår i släktet Dolichoderus och familjen myror. Inga underarter finns listade i Catalogue of Life.